# Lică Nunweiller
Lică Nunweiller (Karácsonkő, 1938. december 12. – Bukarest, 2013. november 8.) válogatott román labdarúgó, fedezet.

## Pályafutása

### A válogatottban
1961 és 1968 között öt alkalommal szerepelt a román válogatottban.

## Sikerei, díjai
- Román bajnokság
  - bajnok: 1961–62, 1962–63, 1963–64, 1964–65
- Román kupa
  - győztes: 1964